# Anagyrus coccidivorus
Anagyrus coccidivorus är en stekelart som beskrevs av Dozier 1932. Anagyrus coccidivorus ingår i släktet Anagyrus och familjen sköldlussteklar.
Artens utbredningsområde är:
- Colombia.
- Dominikanska republiken.
- Haiti.
- Puerto Rico.
- Venezuela.

Inga underarter finns listade i Catalogue of Life.